# Gare de Port-de-Bouc
La gare de Port-de-Bouc est une gare ferroviaire française située à proximité du centre-ville de Port-de-Bouc, dans le département des Bouches-du-Rhône, en région Provence-Alpes-Côte d'Azur.
C'est une gare de la Société nationale des chemins de fer français (SNCF) desservie par des trains TER PACA.

## Situation ferroviaire
Gare de bifurcation, elle est située au point kilométrique 834,402 de la ligne de Miramas à l'Estaque entre les gares de Fos-sur-Mer et de Croix-Sainte. Elle est aussi l'origine de la ligne de Port-de-Bouc à Caronte-la-Gafette exploitée en trafic fret. Son altitude est de 19 m.

## Historique

### Origines
En 1875, dans le cadre d'une voie ferrée d'intérêt local, le baron Armand-Charles-Alexandre Digeon et Marie-Casimir Delamarre obtiennent par le décret du 12 avril 1875 la concession d'une ligne de Miramas à Port-de-Bouc. Dans le cahier des charges il est précisé que la ligne débute dans la station de Miramas, en embranchement de la ligne de Lyon à Marseille, puis elle doit passer à Istres, proche de Fos et se terminer à Port-de-Bouc.
La ligne est mise en service en 1882. À partir de 1891, la concession échoit à la Société du chemin de fer de Miramas à Port-de-Bouc.
Entre-temps, la convention du 26 mai 1883 concédait, à titre éventuel, une ligne de Miramas à L'Estaque à la Compagnie des chemins de fer de Paris à Lyon et à la Méditerranée (PLM). 

### La gare du PLM
Le 29 juin 1904, la loi déclarant la construction de la ligne d'utilité publique est promulguée. Cette loi prévoit le rachat par l'État et l'intégration au réseau PLM de la ligne de Miramas à Port-de-Bouc, qui sera adaptée et mise à double voie.
L'emplacement de la première gare de Port-de-Bouc étant mal adapté, une nouvelle gare est bâtie sur l'autre rive du canal.
La ligne de Miramas à Port-de-Bouc est exploitée à double voie à partir du 1er juillet 1913.
La section de Port-de-Bouc à L'Estaque est construite de 1908 à 1915 et inaugurée le 15 octobre de cette année.
En pleine guerre mondiale, la gare voit surtout passer, jusqu'en 1918, de nombreux convois militaires.

### Histoire récente
La mise en place d'une desserte de type cadencée sur la ligne, au service d'hiver 2008, a redonné à la gare une activité plus importante : 14 trains y marquent quotidiennement l'arrêt (10 les samedis et dimanches).

## Fréquentation
De 2015 à 2023, selon les estimations de la SNCF, la fréquentation annuelle de la gare s'élève aux nombres indiqués dans le tableau ci-dessous.
| Année               | 2015   | 2016   | 2017   | 2018   | 2019   | 2020   | 2021   | 2022   | 2023   |
| ------------------- | ------ | ------ | ------ | ------ | ------ | ------ | ------ | ------ | ------ |
| Nombre de voyageurs | 61 419 | 55 869 | 54 574 | 44 933 | 43 749 | 17 886 | 25 404 | 38 498 | 43 171 |

## Service des voyageurs

### Accueil
Gare SNCF, elle dispose d'un bâtiment voyageurs, avec guichet, ouvert tous les jours. Elle est équipée d'automates pour l'achat de titres de transport.
Une passerelle permet l'accès aux quais.

### Desserte
Port-de-Bouc est desservie par les trains TER Provence-Alpes-Côte d'Azur de la ligne 07 Marseille-Miramas (via Port-de-Bouc et Rognac).

### Intermodalité
Un parking pour les véhicules est aménagé. Elle est desservie par des bus urbains.

## Service des marchandises
Cette gare est ouverte au service du fret (train massif, desserte d'installations terminales embranchées, desserte du port).

## Patrimoine ferroviaire

### La première gare
Ce petit bâtiment à étage se trouvait près de l'ancien pont levis. Après la mise en service de la nouvelle gare, il ne fut pas démoli et devint une habitation particulière, qui existe toujours sur l’actuel quai de la Liberté.

### La seconde gare
La compagnie du PLM bâtit un grand bâtiment à deux étages, de style régional. Des tuiles "canal" et une frise de carreaux de céramique, portant le nom de la gare, ornent la façade, couverte d'enduit jaune.
Ce bâtiment est très proche de celui de la gare de Martigues, bâtie à la même époque.